# Nico Wenzl
Nico Wenzl (* 11. April 2001 in Weiden) ist ein deutscher Basketballspieler.

## Laufbahn
Wenzl spielte bis 2015 in der Jugend der DJK Neustadt an der Waldnaab sowie für den BBC Bayreuth in der Jugend-Basketball-Bundesliga (JBBL). In der Saison 2015/16 gehörte der Aufbauspieler zur JBBL-Mannschaft der Eisbären Bremerhaven. 2016/17 spielte er wieder in Neustadt und Bayreuth, mit Beginn des Spieljahres 2017/18 dann vollständig in Bayreuth. Während Wenzl hauptsächlich noch in der Jugend sowie der Herrenmannschaft des BBC Bayreuth in der 2. Regionalliga eingesetzt wurde, bestritt er im Mai 2018 seinen ersten Kurzeinsatz in der Basketball-Bundesliga in den Farben von Medi Bayreuth. In der Saison 2018/19 war Wenzl mit 17,4 Punkten je Begegnung bester Korbschütze der Bayreuther U19-Mannschaft in der Nachwuchs-Basketball-Bundesliga (NBBL). In der Folge einer starken Saison konnten erstmals die Playoffs erreicht werden. Zur Saison 2019/20 unterschrieb er in Bayreuth einen Profivertrag über drei Jahre, um fortan weiterhin an den Bundesliga-Kader herangeführt werden. Ab 2019 war er dank einer Doppellizenz auch für den BBC Coburg (2. Bundesliga ProB) einsatzberechtigt.
Im Sommer 2021 wechselte Wenzl zu den Dresden Titans in die 2. Bundesliga ProB. Mit der Mannschaft wurde er 2022 Meister der 2. Bundesliga ProB. Anschließend wechselte Wenzl zum Zweitligisten Gladiators Trier.
Er unterschrieb im Sommer 2023 einen Vertrag beim Bundesligisten Mitteldeutscher BC mit gleichzeitigem Zweitspielrecht beim Drittligisten BG Bitterfeld-Sandersdorf-Wolfen 06. Für die beiden Vereine spielte er in der Saison 2023/24. Ende Juni 2024 wurde Wenzl vom Drittligisten BBC Coburg verpflichtet.